# Charlevoix (district électoral du Canada-Uni)
Pour les articles homonymes, voir Charlevoix (homonymie).
Circonscription électorale provinciale du Canada
Charlevoix est un district électoral de l'Assemblée législative de la province du Canada.

## Liste des députés
| Années | Années      | Député         | Affiliation |
| ------ | ----------- | -------------- | ----------- |
|        | 1858 - 1861 | Cléophe Cimon  | Bleu        |
|        | 1861 - 1863 | Adolphe Gagnon | Rouge       |
|        | 1863 - 1867 | Adolphe Gagnon | Rouge       |